# ハットトリックヒーロー'93
『ハットトリックヒーロー'93』(Hat Trick Hero'93)は、1993年に発売されたアーケードゲーム。サッカーゲームである。開発、販売はタイトー。

## 操作方法
8方向レバー、2ボタン（A、B）を操作して、ゴールに入れる。
- 8方向レバー＝選手移動
  - マークのついたフィールドプレイヤー1人のみ。キーパーは自動的に移動する。
- Aボタン＝シュート（ボール所持時）、スライディング（ボール非所持時）、キック（キーパーキャッチ後）
  - スローイン、ゴールキックもAボタンに対応している。
  - フリーキック、コーナーキック、ペナルティキックはAボタンとBボタンに両対応。ボタンによって、蹴ったボールの弾道が変化する。
- Bボタン＝パス（ボール所持時）、ラフプレイ（ボール非所持時）、ハンドスロー（キーパーキャッチ後）
  - ラフプレイは審判の前で行うとファウルとなる。3回ファウルを取られると、退場となる。

## 選手タイプと出場国
選手タイプは以下の8タイプから選択可能。尚、当該選手を選ぶ事によって、自分が選択したチームのパラメータが上昇する。
- ハプニングアップ，ポピュラータイプ，バイタリティアップ，スピードアップ，オフェンスアップ，ディフェンスアップ，テクニックアップ，バランスアップ

また出場国は以下の22カ国である。このうち12カ国がプレイヤーとして選択可能。残り10カ国はトーナメントでの対戦相手としてのみ選択可能（括弧内はトーナメントで出場するラウンド）。
- ブラジル,  オランダ,  コロンビア,  ドイツ,  日本,  ウルグアイ,  スペイン,  アメリカ合衆国,  アルゼンチン,  イングランド,  フランス,  イタリア（以上の12カ国がプレイヤーとして選択可能）
- オーストリア（2nd）、 ギリシャ,  ポーランド,  フィンランド（以上3rd）、 スウェーデン,  ベルギー（以上4th）、 パラグアイ,  ロシア,  カメルーン,  北アイルランド[1]（以上5th。これらの10カ国はトーナメントの対戦相手としてのみ選択可能）

またトーナメントを6thまで制覇すると、エキストラステージ（7th）としてMAXチーム（黒地に赤い鎌2つと骸骨を形取った旗。ユニフォームは上下とも黒。チームパラメータは実在の国より最強に設定されている。）との対戦となる。